# Décès en 1000
Décès
- 996
- 997
- 998
- 999
- 1000
- 1001
- 1002
- 1003
- 1004

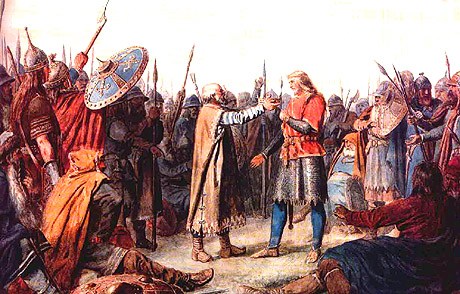
Élection du roi Olaf Tryggvason, mort en l'an 1000.

Cette page dresse une liste de personnalités mortes au cours de l'année 1000, présentée dans l'ordre chronologique :
- Abu'l Haret Ahmad (en), gouverneur de Guzgan (Afghanistan).
- Al-Khujandi, astronome perse.
- Barjawan (en), eunuque.
- David III d'Ibérie, prince d’Ibérie de la dynastie des Bagratides.
- Egyō, moine bouddhiste et poète japonais.
- Fantinus (en), saint italien.
- Giovanni Vincenzo (it), archevêque italien, saint de l'Église catholique.
- Huyan Zan, général chinois de la dynastie des Song du Nord.
- Ibn Sahl, mathématicien perse.
- Ivarr de Waterford, roi viking de Waterford.
- Jacob ibn Jau (en), manufacturier dans la soie à Cordoue.
- Jayavarman V, souverain de l'Empire khmer.
- Juda ben David Hayyuj, rabbin, exégète et philologue andalou.
- Gosse Ludigman (en), sixième podestat de Frise.
- Malfrida (en), femme du grand-prince Vladimir Ier.
- Manfred Ier de Turin (en), marquis de Turin (en).
- Abu Sahl 'Isa ibn Yahya al-Masihi, médecin, astronome et philosophe persan, chrétien de l'Église jacobite.
- Al-Maqdisi, voyageur et géographe arabe.
- Flaín Muñoz (es)
- Dương Vân Nga, impératrice douairière de la dynastie Đinh.
- Olaf Tryggvason, roi de Norvège.
- Pelagius (en), évêque de Lugo.
- Abū Sahl al-Qūhī, mathématicien, physicien et astronome perse.
- Ramwod, abbé de l'abbaye Saint-Emmeran à Ratisbonne.
- Shahriyar III, souverain Bawandides.
- Minamoto no Shigeyuki, poète de waka du début de l'époque de Heian et noble japonais.
- Oukhtanès de Sébaste, historien arménien.
- Princesse Masako, princesse et impératrice consort du Japon.
- Þorleikur Höskuldsson (es), viking.

- 4 juillet : Hugues Ier de Ponthieu, avoué de Saint-Riquier et de Forest-Moutier, châtelain d'Abbeville et seigneur de Ponthieu.
- 5 juillet : Athanase l'Athonite, moine byzantin qui fonda la République monastique du Mont-Athos.
- 9 septembre : Olaf Tryggvason, le roi Olaf Ier de Norvège.

## Crédit d'auteurs
- Cet article est partiellement ou en totalité issu de l'article intitulé « 1000 » (voir la liste des auteurs).